# Arctia unipunctata
Arctia unipunctata là một loài bướm đêm thuộc phân họ Arctiinae, họ Erebidae.